# Vi-CAP
Violent Criminal Apprehension Program (ang. Program Ścigania Brutalnych Przestępców) to system komputerowy o zasięgu ogólnokrajowym działający na terenie Stanów Zjednoczonych. Zaimplementowano go w 1985 w akademii FBI mieszczącej się w Quantico w stanie Virginia. Jego zadaniem jest gromadzenie i analizowanie informacji na temat brutalnych przestępstw, w szczególności morderstw. FBI dostarcza oprogramowanie do bazy danych powszechnie używanej przez stanową i lokalną policję.